# Hominisation

La Marche du Progrès, image très populaire de l'hominisation, mais fausse, correspondant à une vision scaliste anthropocentrique de l'évolution humaine et qui fait obstacle au développement de la connaissance relative à la vision phylogénétique des êtres vivants.

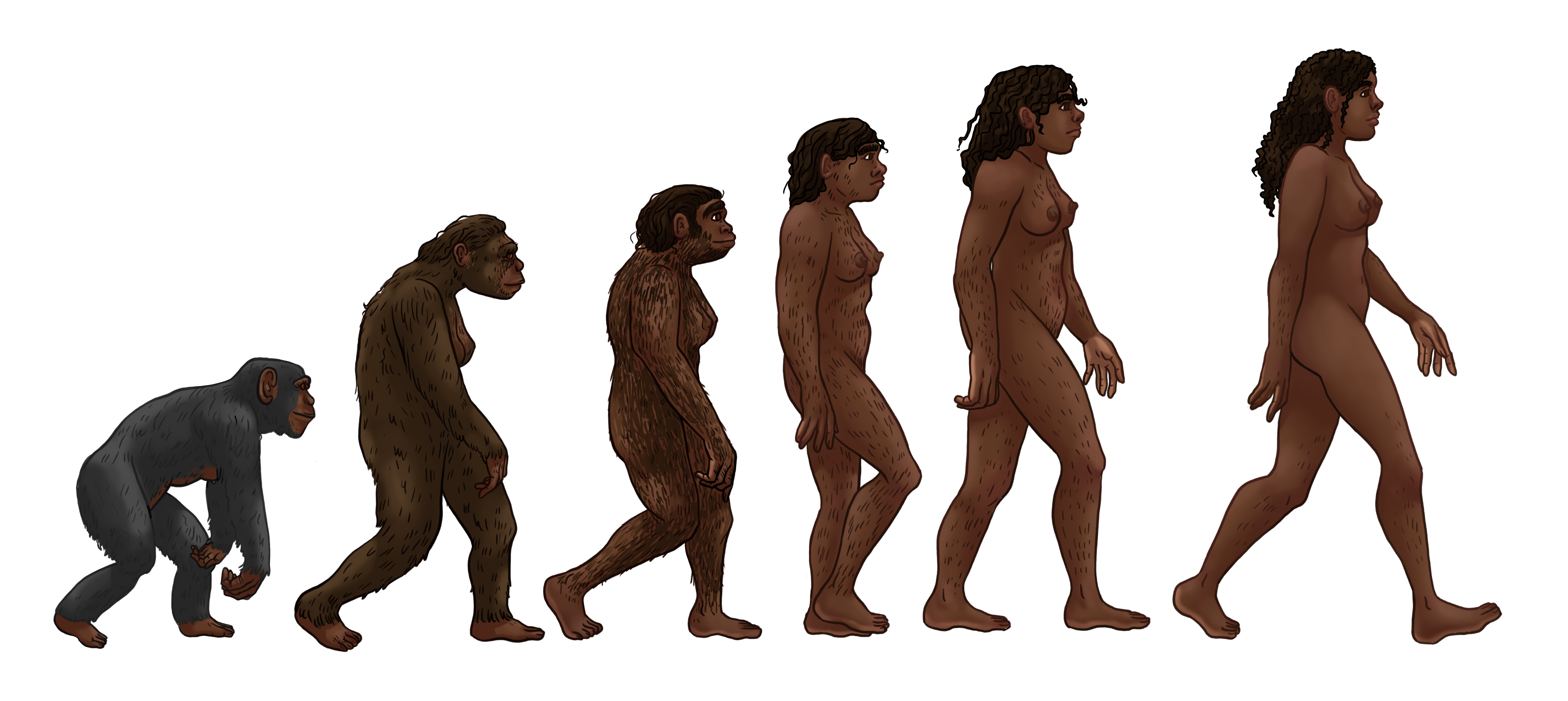
Autre représentation toujours non scientifique mais remettant en cause l'androcentrisme latent, idéologie intégrée selon laquelle seul l'homme musclé et courageux protégeant la femme fragile et coquette, aurait évolué.

L'hominisation est le processus évolutif qui a progressivement transformé des primates en humains. Ce processus s'est produit dans la lignée des hominines, qui a divergé de la lignée des chimpanzés il y a plus de 7 millions d'années. L'étude de l'hominisation embrasse tous les changements structuraux et comportementaux qui ont eu lieu dans la lignée des hominines, et qui ont conduit finalement à l'émergence de l'Homo sapiens et de l'homme moderne.
Le terme « hominisation » et la notion à laquelle il renvoie ont été utilisés pour la première fois par Édouard Le Roy dans Les origines humaines et l'évolution de l'intelligence, publication d'un cours présenté au Collège de France entre 1927 et 1928. Cependant, le terme était déjà employé dans un texte écrit par Pierre Teilhard de Chardin en 1923 mais demeuré inédit.

## L'hominisation auxXIXeetXXesiècles

### Les premières contributions
Les premières contributions ont été proposées au cours de la deuxième moitié du XIXe siècle. La plupart ont tenté de décrire et d'expliquer les différences entre l'homme et les grands singes avec des arguments philosophiques. À cette époque, les fossiles humains découverts étaient rares et les connaissances génétiques très limitées. Les premiers restes humains fossiles reconnus, ceux de l'Homme de Néandertal, découverts en 1856 et dénommés en 1864, furent jugés au départ par beaucoup comme appartenant à des individus atteints de pathologies.

### Le scénario évolutif de Charles Darwin

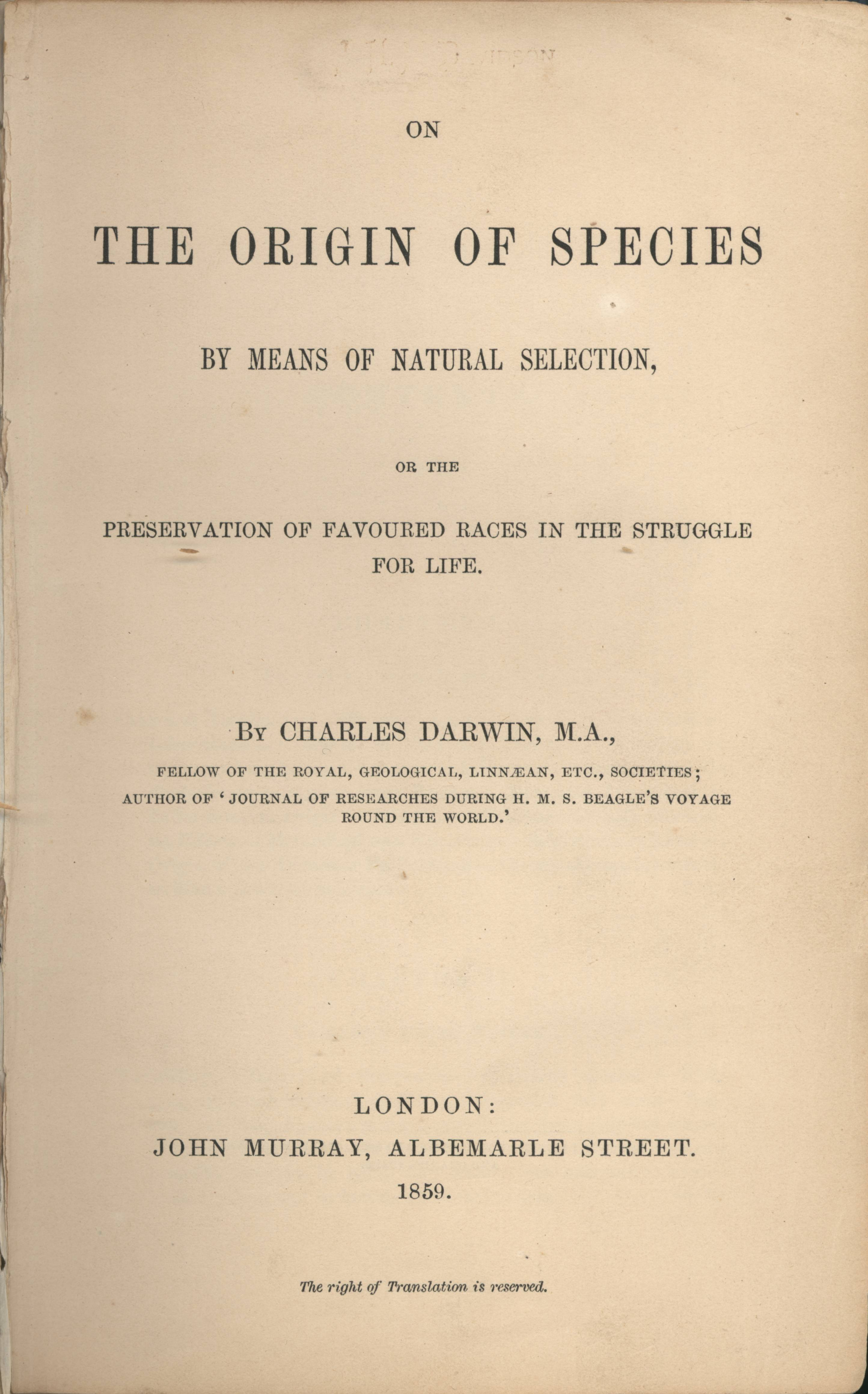
The Origin of Species, 1859.

Au milieu du XIXe siècle, la seule étude scientifique possible reposait sur la comparaison des grands singes et de l'homme moderne. Les caractères jugés spécifiques à l'homme étaient alors les petites canines, la posture bipède, le cerveau volumineux, l'utilisation d'outils.
Jean-Baptiste de Lamarck publia sa célèbre théorie des origines simiennes de l'Homme et des origines climatiques de la bipédie humaine en 1802 dans le premier ouvrage sur l'évolution des espèces, supposant alors la transmission des caractères acquis par les voies de l'hérédité. Cette première théorie de la transformation des singes en hommes fut formulée au Muséum national d'Histoire naturelle de Paris, l'ouvrage mis en vente dans la Maison de Buffon au Jardin des plantes où il résidait. Elle sera reprise soixante-dix ans plus tard par Charles Darwin en 1871 après que celui-ci eut développé la théorie de l'évolution en 1859 dans son fameux ouvrage L'Origine des espèces. Il expliqua que des variations anatomiques ponctuelles se produisent régulièrement et au hasard chez les organismes vivants. La plupart sont nocives et affectent négativement les individus concernés. Quelques-unes sont bénéfiques et se répandent alors au sein de l'espèce par la descendance de l'individu concerné au moyen de la transmission des caractères acquis, sa fameuse théorie des gemmules, qui s'avéra erronée avec l'avènement de la génétique. Le transformisme lamarckien auquel il adhérait était donc inapte pour expliquer les mécanismes biologiques des processus de transformations anatomiques. Ce seraient alors les pressions exercées par l'environnement à l'échelle de l'organisme qui auraient sélectionné certaines variations et rejeté les autres, d'où le nom de sélection naturelle sans explication sur les mécanismes de transformation qui sont les mécanismes de l'évolution recherchés. L'environnement comporte des composantes multiples, comme le climat, la nature et la répartition des aliments disponibles, les maladies, la prédation exercée par les carnivores, etc. sont autant de paramètres auxquels l'organisme et les comportements sont nécessairement en adéquation.
L'évolution morphologique et comportementale de la lignée humaine depuis des millions d'années n'échappe pas aux principes de cette évolution de transformation anatomique avec des conséquences comportementales. La contribution majeure de Darwin sur ce sujet parait en 1871 avec l'ouvrage en deux volumes La Filiation de l'homme et la sélection liée au sexe. Darwin construisit son scénario évolutif en partant de grands singes vivant au sol et soumis à la prédation. Ainsi, selon Darwin, les grands singes au sol se seraient retrouvés sans défense face aux carnivores. La pression des prédateurs aurait conduit à sélectionner les individus capables de fabriquer des outils de défense. La même pression sélective aurait favorisé les individus capables de transporter leurs outils, à chaque fois qu'un prédateur apparaissait à proximité. La bipédie, et, simultanément, la transformation des mains, en les libérant de leur rôle locomoteur, permet de fabriquer et transporter des outils.
Les individus utilisant régulièrement des outils auraient ensuite su inventer de nouveaux outils ou inventer des fonctions secondaires pour les outils déjà existants : ces individus performants furent favorisés par la sélection naturelle et purent transmettre ces compétences à leur descendance. Cette pression en faveur de l'innovation aurait favorisé l'augmentation de volume du cerveau. Une fois que l'efficacité des outils fut optimale, les canines n'avaient plus leur utilité et elles auraient repris leur taille dite naturelle.
Le scénario évolutif de Darwin fut la meilleure explication de son époque pour comprendre l'évolution des grands singes vers l'homme moderne. De nombreux scientifiques s'en inspirèrent pour décrire à leur tour l'évolution humaine. Au début du XXe siècle, plusieurs fossiles attribués à des ancêtres de l'homme avaient cependant été découverts, ce qui conduisit d'autres savants à proposer de nouveaux scénarios.

### La découverte de fossiles d'hominines, témoignage de notre évolution

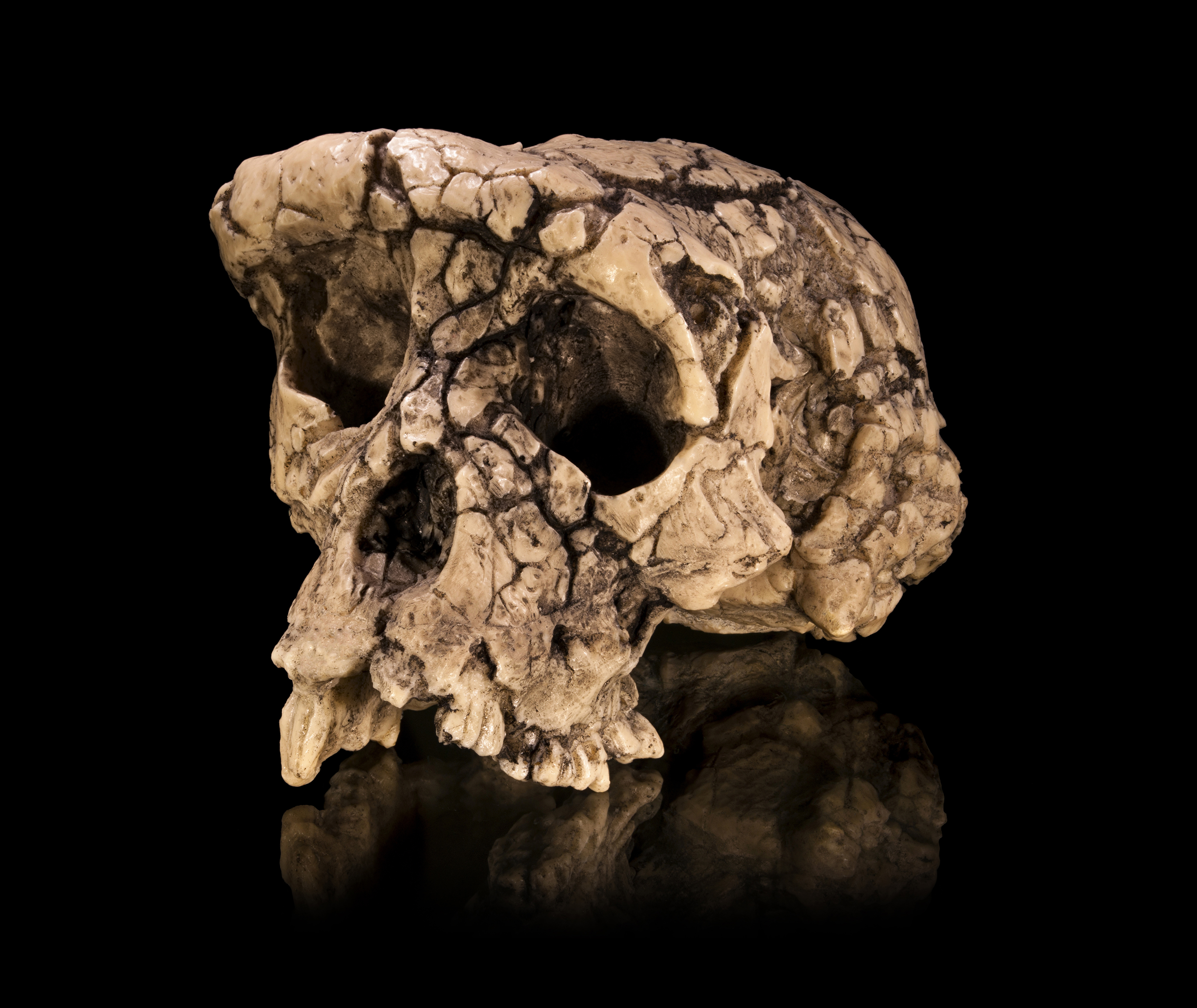
Le crâne de Toumaï découvert en 2001.

À l'époque où Charles Darwin écrivit son scénario évolutif, la forme des plus lointains ancêtres de l'homme ne pouvait qu'être supposée. La découverte de fossiles d'Australopithèques en Afrique du Sud à partir de 1924, puis en Afrique de l'Est à partir de 1959, et les données tirées de leur étude, apportèrent une mine d'informations sur notre évolution. Le scénario évolutif de Darwin fut largement réfuté par les nouvelles preuves fossiles.
La découverte de nombreux fossiles de plus en plus anciens eut pour effet de :
1. Augmenter le nombre d'étapes évolutives dans le processus d'hominisation
2. Étirer le processus d'hominisation sur plusieurs millions d'années
3. Requérir une explication adéquate pour chaque nouvelle étape évolutive
4. Réfuter la relation de cause à effet entre certains caractères évolutifs (exemple : la bipédie et l'usage d'outils)
5. Attribuer une origine plus ancienne à certains caractères qui étaient alors considérés comme typiquement humains (notamment la bipédie)
6. Découvrir de nouveaux caractères humains auparavant ignorés.

La fin du XXe siècle et le début du XXIe siècle ont été les périodes les plus riches en découvertes de fossiles d'hominines. Les données tirées de chaque découverte sont venues compléter les données déjà existantes, et apporter de nouvelles pistes de réflexion sur notre évolution, en contredisant parfois certaines théories jusqu'alors acceptées, notamment l'East Side Story.
En effet, la découverte du fossile surnommé Toumaï a bousculé ce scénario. Le crâne de Toumaï fut découvert en juillet 2001 au Tchad par l'équipe de Michel Brunet. Ce fossile, daté de sept millions d'années, a été jugé bipède et en conséquence attribué à la lignée des hominines. Il est donc le plus ancien hominine jamais découvert et vient ainsi reculer la date supposée de la divergence entre hominines et chimpanzés, auparavant estimée entre cinq et six millions d'années par les généticiens. De plus, sa présence en Afrique centrale affaiblit la théorie de l'East Side Story, mise en avant par Yves Coppens, qui suggérait que les hominines étaient apparus à l'est de la vallée du Grand Rift, car la bipédie était plus adaptée pour se déplacer dans la savane qui s'y développait.
Les découvertes de fossiles ont permis d'augmenter fortement le nombre d'espèces d'hominines connues, et d'estimer l'époque où certains caractères évolutifs seraient apparus.

## Les étapes du processus d'hominisation
L'hominisation correspond à toutes les étapes évolutives qui se sont déroulées depuis plus de sept millions d'années jusqu'à l'homme moderne.

### La bipédie

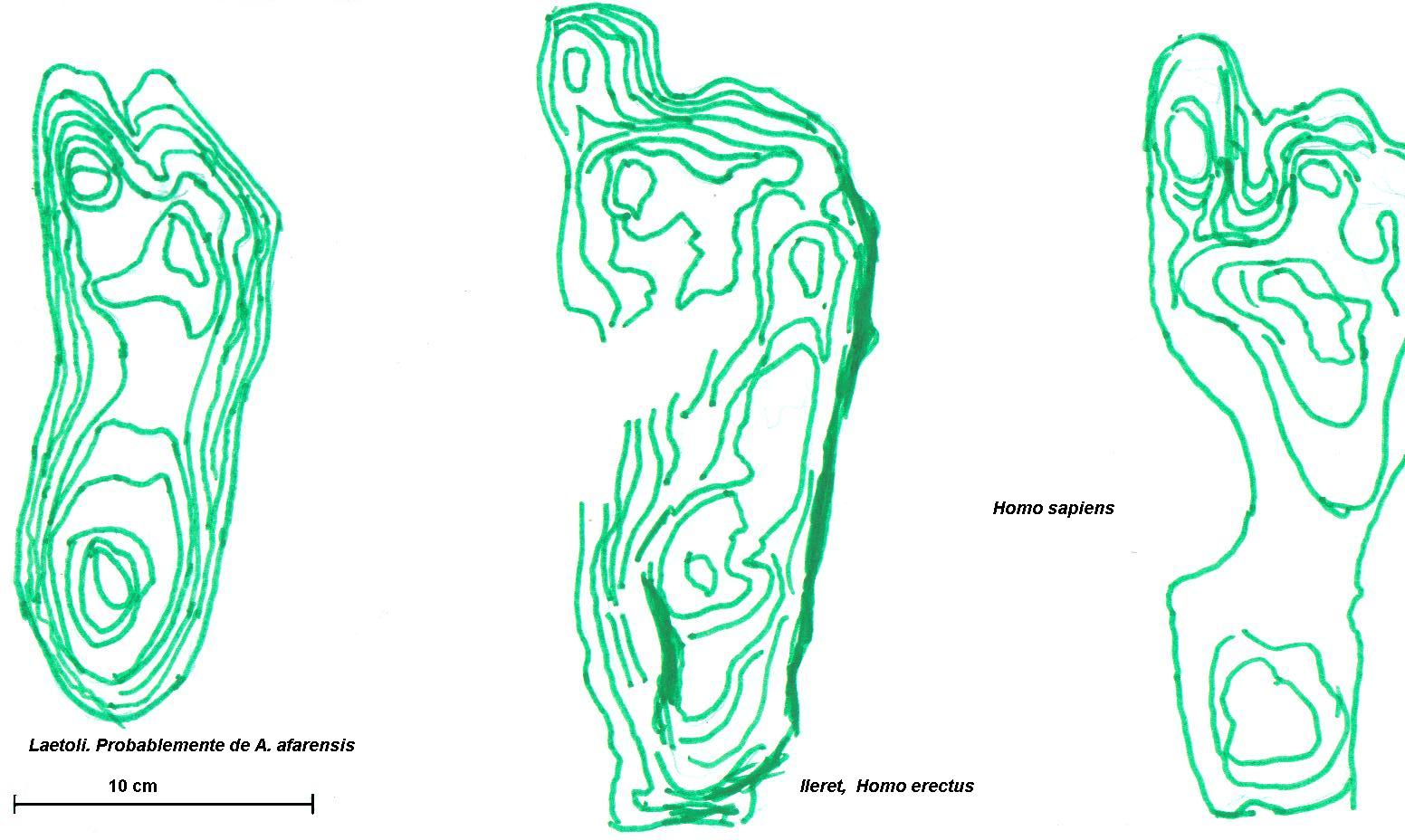
Comparaison d'empreintes :
Gauche : Australopithèque (3,7 Ma)
Milieu : Homo ergaster (1,5 Ma)
Droite : Homo sapiens

L'étude des fossiles d'Australopithèques, d'Ardipithèques, d'Orrorin, et du Sahelanthrope a permis de définir la bipédie comme un caractère spécifique des hominina. Ces différents genres, âgés de 2 à 7 millions d'années, étaient à la fois bipèdes, d'après l'étude de leurs membres inférieurs, et arboricoles, d'après leurs membres supérieurs. Avec Orrorin tugenensis, on voit que la bipédie était déjà présente il y a au moins six millions d'années. Le fémur d'Orrorin est long, avec une tête très développée, ce qui indique qu'Orrorin avait des aptitudes à la marche.
Les plus anciennes traces de pas bipèdes découvertes en Afrique, à Laetoli en Tanzanie, sont datées de 3,7 millions d'années. Ces empreintes montrent un gros orteil convergent, mais pas la voute plantaire existant chez l'homme moderne. De plus, les pieds et les orteils semblent relativement longs. Ces éléments suggèrent une bipédie incomplète, partagée avec une capacité arboricole encore présente.
D'autres auteurs pensent que la bipédie n'est pas un trait exclusif des hominina, à travers l'observation de certains grands singes occasionnellement bipèdes. Il est possible d'enseigner à un chimpanzé de se déplacer uniquement sur ses membres postérieurs, même si sa démarche montre un certain dandinement. L'aptitude à marcher longtemps et à courir debout resterait cependant un caractère propre à l'homme. La bipédie a donc connu une évolution et des stades successifs, depuis son apparition dans l'ascendance de l'homme. La date de cette apparition demeure encore indéterminée.
L'origine de la bipédie a donné lieu à de nombreuses hypothèses. Dans les premières étapes, le fait de cueillir des fruits sur les arbres en se redressant aurait favorisé une position orthograde chez nos ancêtres arboricoles. L'hypothèse de l'East side story met en avant l'évolution du climat et de l'environnement en Afrique de l'Est. Le paysage forestier d'Afrique de l'Est se transformant progressivement en milieu plus sec et moins arboré aurait entrainé une baisse des ressources alimentaires arboricoles, favorisant une évolution vers des primates plus terrestres. Nos ancêtres auraient ainsi pu parcourir de plus grandes distances pour rechercher de la nourriture au sol. Selon le biologiste Peter Wheeler, les individus terrestres bipèdes seraient moins exposés aux rayons du soleil que les individus quadrupèdes de même taille, ce qui entrainerait une baisse de 60 % de la réception de chaleur par le corps. La bipédie aurait été ainsi favorisée pour se protéger de la chaleur du soleil et favoriser le contact du corps avec les vents et permettre une meilleure dissipation de la chaleur.

### L'utilisation des mains et la fabrication d'outils

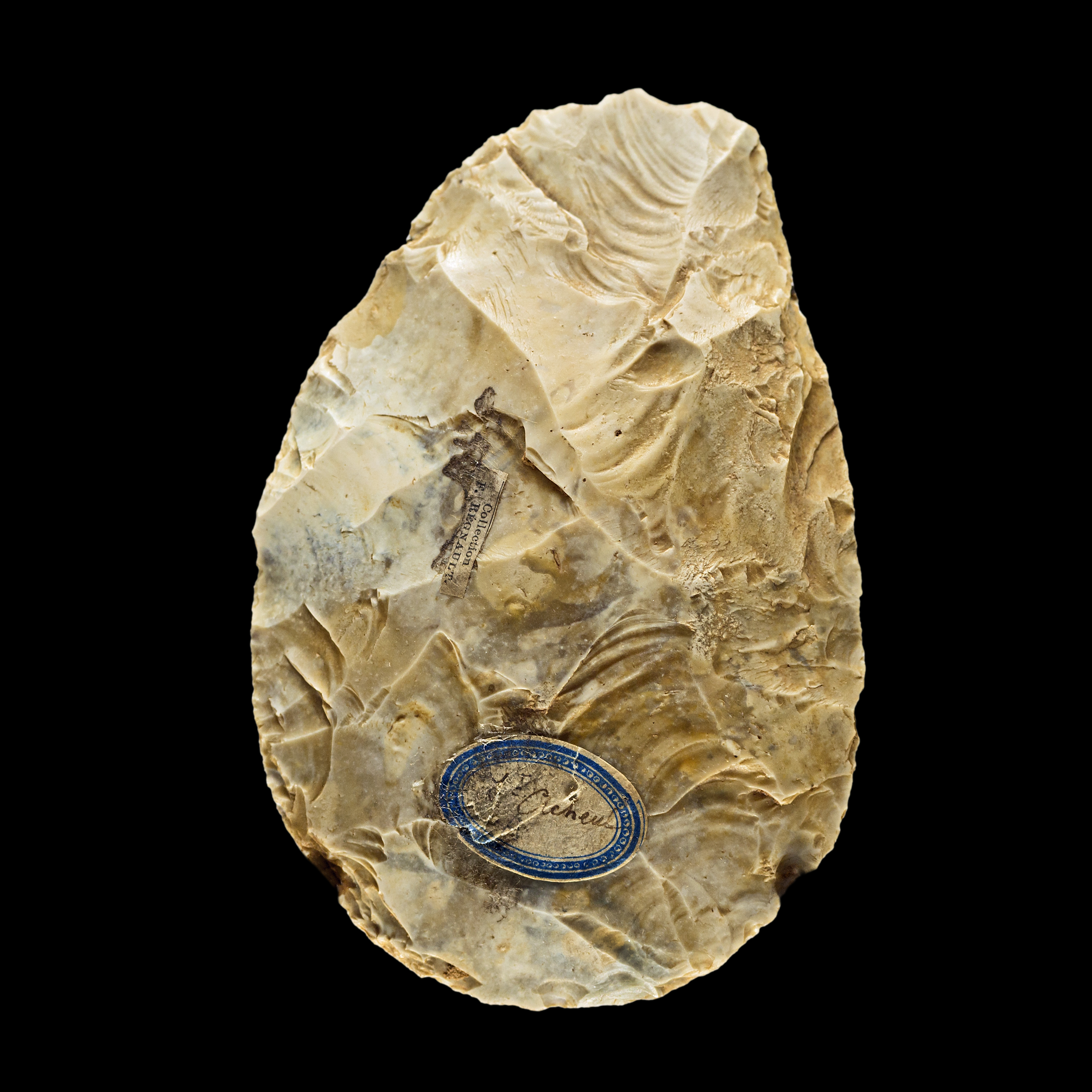
Biface de Saint-Acheul (Acheuléen).

Les premiers stades de dextérité manuelle ont été discutés à partir des fossiles d'Australopithecus afarensis. Leurs mains étaient proches de celles d'Homo sapiens en proportions et structure. Les phalanges des doigts étaient en revanche plus courbées, pour faciliter la saisie des branches d'arbres lors des grimpers arboricoles.
Les plus anciens outils taillés connus à ce jour datent de 3,3 millions d'années. Ils ont été découverts en 2012 à Lomekwi 3, près du lac Turkana, au nord du Kenya. Il s'agit de galets taillés présentant un bord tranchant. Cette découverte remet en question l'idée communément admise jusqu'alors selon laquelle l'apparition des outils de pierre serait liée à l'émergence du genre Homo. Elle montre que la fabrication d'outils a largement précédé le développement cérébral, lequel ne démarre vraiment qu'avec Homo habilis, il y a environ 2 millions d'années. L'idée antérieure qui suggérait qu'un plus gros cerveau était un prérequis pour la fabrication d'outils est désormais contredite. Il a d'ailleurs été observé chez nos proches parents des comportements qui consistent à utiliser des outils pour effectuer certaines tâches : les chimpanzés ont la capacité d'utiliser des pierres pour casser des noix ; les macaques utilisent des feuilles pour débarrasser les aliments de leurs saletés. Ainsi, l'utilisation d'outils ne serait pas un caractère évolutif spécifique au genre Homo.
La fabrication d'outils plus complexes semble être cependant une étape importante dans le processus d'hominisation. L'industrie acheuléenne apparait pour la première fois il y a 1,76 million d'années, sur le site de Kokiselei, au Kenya, avec les premiers bifaces et hachereaux. Son invention est attribuée à Homo ergaster.
Au Paléolithique moyen, les Hommes de Néandertal et les Homo sapiens archaïques en Afrique fabriquent des outils composés de plusieurs matériaux, tels que pointes ou racloirs emmanchés. Au Paléolithique supérieur, les hommes modernes vont encore plus loin dans la conception d'outils : arcs, harpons, couteaux sont fabriqués pour les activités de la vie quotidienne, la chasse et la pêche.

### Les modifications morphologiques de la mâchoire et des dents

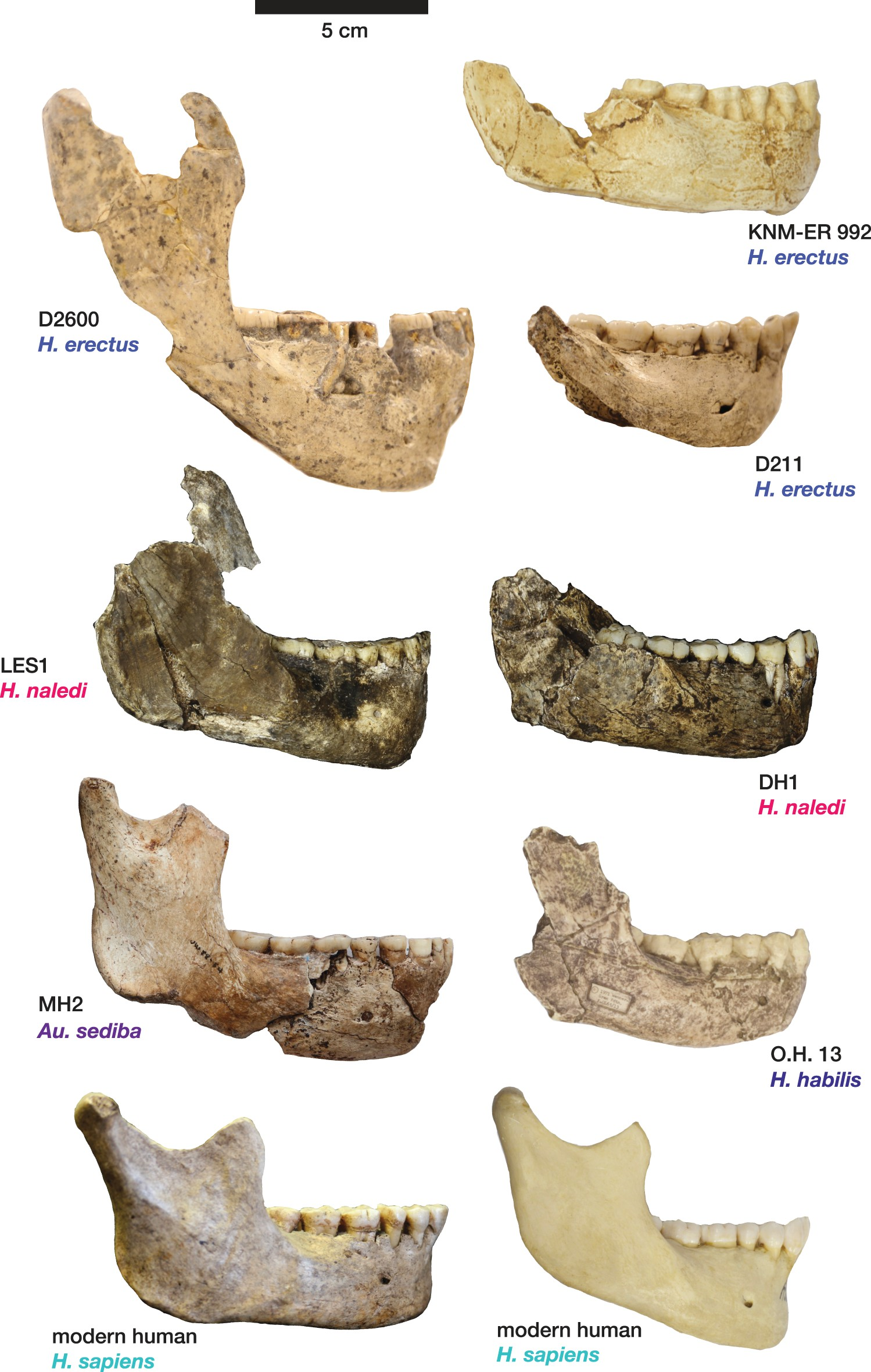
évolution de la mandibule humaine.

Les grands singes sont caractérisés par de larges dents émaillées, de larges canines, de grandes mâchoires rectangulaires. La découverte des fossiles d’A. ramidus et d’A. afarensis a montré que leurs dents et leurs canines étaient plus petites avec une fine couche d'émail par-dessus. Ce type de dentition ressemblerait plus à celle du chimpanzé, sur plusieurs aspects et plus à l’Homo sapiens sur d'autres aspects. En effet, les incisives ressemblaient plus à celles du chimpanzé alors que la petite taille observée, en général, sur les dents des Australopithèques s'assimile plus à celles des Homo sapiens. Par ailleurs, les dents de devant des Paranthropes étaient également petites (même plus petites que celles d’A. ramidus et d’A. afarensis), leurs mâchoires étaient plus développées. Les dents de l’Homo habilis ainsi que ses mâchoires deviennent plus petites que celles du Paranthrope. Les mâchoires d' Homo sapiens étaient plus graciles et moins grandes, d'après les fossiles retrouvés d’Homo sapiens.
Ainsi, la taille des dents (notamment les dents labiales et les canines) et la taille des mâchoires auraient progressivement diminué, au cours de l'évolution des Hominidés alors que les molaires sont devenues plus larges. Au cours du temps, les dents auraient commencé à s'émailler ; cependant, il a été découvert que l'orang-outan possédait également des dents avec un émail épais, ce qui réfute l'idée que l'apparition et l'épaississement de l'émail soit un caractère spécifique aux Hominidés. L'émail serait apparu de façon indépendante, au cours de l'évolution.
Quant à la modification des mâchoires et des dents, au cours de l'évolution, elle serait étroitement liée aux changements d'habitudes alimentaires. L'évolution de la dentition aurait évolué avec les changements de régimes alimentaires. Nos origines alimentaires étaient principalement herbivores puisqu'il y a 7 millions d'années, nos ancêtres se nourrissaient de végétaux, de racines ou encore d'insectes; ce n'est que vers le Pliocène, que l'alimentation à partir de viandes apparaît. Ainsi, l'élargissement des molaires aurait favorisé la mastication de la viande, l'épaississement de l'émail serait dû à l'introduction d'aliments durs dans les habitudes alimentaires ainsi l'émail protégeait les dents du broyage de ces aliments. Par exemple, Toumaï, l'ancêtre le plus proche de notre ancêtre commun avec le chimpanzé, possédait déjà un émail intermédiaire entre les grands singes et l'homme actuel, ce qui lui a permis d'introduire dans son régime alimentaire, des aliments coriaces tels que les noix.
Le lien entre l'évolution de la dentition de nos ancêtres avec l'évolution du régime alimentaire a pu être déterminé grâce aux analyses effectuées sur les fossiles de mâchoires de nos ancêtres. En effet, une alimentation à base de végétaux a pu s'observer par des stries horizontales au niveau des dents et par des stries verticales, lorsque l'alimentation était à base de viande.

### L'élargissement du cerveau
L'élargissement du cerveau semble n'avoir débuté qu'à partir du genre Homo. En effet, les Australopithèques, qui ont vécu avant le genre Homo, présentaient un volume crânien de l'ordre de 400 cm3, soit un volume crânien plus ou moins équivalent à celui des grands singes africains. D'après les fossiles de l’Homo habilis, son volume cérébral est plus important comparé à celui des Australopithèques. Ainsi, il est indéniable qu'au cours de l'évolution, la taille relative (à la taille du corps) et absolue du cerveau ont augmenté. Cependant, l'élargissement du cerveau ne se serait pas fait progressivement au cours du temps mais il se serait fait par étapes. Effectivement, entre -4 et -2 millions d'années, on observe que le volume cérébral d’A.afarensis est de 450 cm3 alors que celui de l’Homo habilis varie entre 650 et 700 cm3, à -2 et -1,5 million d'années. Le processus d'élargissement du cerveau, caractéristique de l'hominisation, aurait connu une importante évolution, au cours de cette période, soit entre -2 et -1,5 million d'années. L'élargissement du cerveau aurait également connu une importante augmentation entre -500 000 et -100 000 ans, à l'époque où vivait Homo sapiens. Ainsi, le volume crânien aurait doublé, durant cette période pour atteindre 1 400 cm3, chez l’Homo sapiens. Cette importante augmentation du volume crânien a connu des variations puisque l'homme de Néandertal présentait un volume crânien supérieur à celui de l’Homo sapiens, soit 1 700 cm3. Aujourd'hui, l'homme actuel présente un volume crânien de 1 350 cm3.

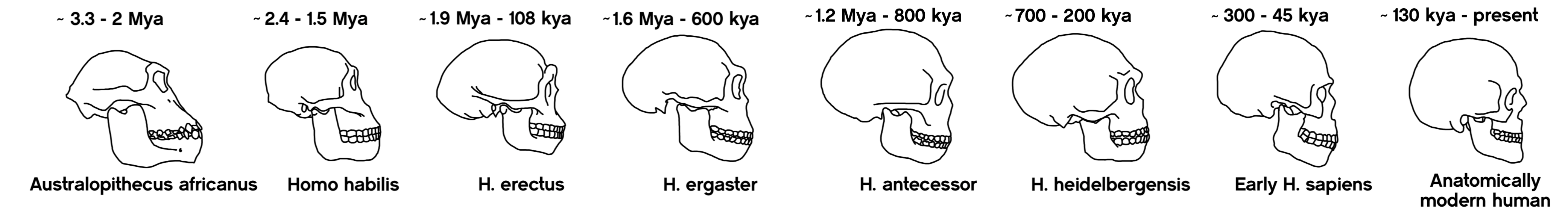
évolution du crâne humain.

En moins de quatre millions d'années, la taille du cerveau aurait triplé, soit trois fois la taille du cerveau d'un primate dont l'évolution cérébrale aurait duré 60 millions d'années. De récentes études indiquent que l'élargissement du cerveau aurait évolué en simultané avec d'autres caractères spécifiques aux Hominidés. Par ailleurs, vers les dernières étapes de l'hominisation, l'évolution du cerveau consistait plus en une croissance allométrique (croissance du cerveau relative à la taille du corps) qu'à une réorganisation cérébrale.
Une des explications de l'élargissement cérébral serait l'apparition du langage. En effet, il y aurait un lien étroit entre l'augmentation du volume cérébral et le développement du langage articulé puisqu'il a été vu précédemment que le langage était associé à plusieurs zones cérébrales telles que les zones de Broca et de Wernicke. Ainsi, leur présence dans le cerveau entraînerait l'augmentation du volume cérébral. Par ailleurs, la socialisation et l'apparition des traditions culturelles auraient également entraîné une augmentation du volume cérébral afin d'assimiler, entre autres, les règles complexes de la société. Par ailleurs, bien que le moment où les outils seraient apparus, par rapport au début de l'élargissement cérébral fait débat, il y aurait un lien entre l'élargissement du cerveau et la fabrication d'outils. En effet, un développement au niveau du cerveau de nos ancêtres aurait un lien avec le développement et l'organisation des compétences impliquées dans la fabrication des outils.

### L'acquisition du langage
Le langage articulé est un caractère fondamental dans le processus d'hominisation, dans la lignée des Hominidés. En effet, l'homme est seul à pouvoir maîtriser l'art du langage articulé, contrairement à ses plus proches parents, les primates. Ainsi, l'acquisition du langage est une nouvelle étape qui renforce la divergence entre l'homme moderne et ses plus proches parents. Cependant, ce caractère ne peut pas se fossiliser, il est donc difficile pour les scientifiques d'estimer à partir de quand celui-ci est apparu, au cours de l'évolution.
C'est en 1861 que le médecin Paul Broca découvre que l'aire de Broca est impliquée dans le traitement et l'élaboration du langage, qui est un des principaux caractères distinguant l'homme moderne de nos proches parents, les grands singes. Dix ans plus tard, le neurologue Carl Wernicke décrit la zone de Wernicke comme également impliquée dans le traitement du langage. Ainsi, l'observation de ces zones, grâce aux moulages effectués sur les crânes fossilisés de nos ancêtres, a permis à certains anthropologues d'émettre des théories quant à l'apparition du langage articulé mais également le positionnement du larynx et du palais, qui ont une incidence sur l'acquisition du langage. Un larynx en position basse et un palais en position haute caractérisant l'homme d'aujourd'hui sont propices à la maîtrise du langage.
Ainsi, d'après Phillip Tobias, les aires de Broca et de Wernicke sont représentées sur des moulages endocrâniens effectués sur les crânes retrouvés d’homo habilis, ce qui permettrait d'attribuer à homo habilis la maîtrise d'un langage articulé. Cependant, il a été démontré que son larynx n'était pas descendu suffisamment, physiquement parlant, pour pouvoir bien articuler. Quant à homo erectus, certains scientifiques pensent que sa technique visant à tailler le silex ne pouvait se transmettre que par un moyen de communication élaboré. Enfin, l'homme de Néandertal, disparu il y a seulement trente mille ans, avait un larynx dont le positionnement n'aurait pas permis de maîtriser le langage articulé. Bref, cela ne reste que des théories qui se suivent et se contredisent.
Plus généralement, un groupe de scientifiques affirme que l'origine du langage daterait de l'époque à laquelle vivait Homo habilis, lorsque les premiers outils ont été conçus et au début de l'élargissement du cerveau, chez les Hominidés. À l'aide de restes de fossiles, un autre groupe de scientifiques pense que l'appareil phonatoire nécessaire à la parole ne serait apparu que tardivement chez les hominidés et que l'espèce humaine aurait été la première à acquérir la parole. En effet, le développement d'outils perfectionnés et la naissance des premières traditions culturelles, vers la fin du paléolithique coïncideraient avec le développement du langage et de la communication. Cette dernière théorie est même étayée par le fait que le langage aurait émergé progressivement, d'abord sous la forme de gestes, pour ensuite ne devenir verbal que très récemment, au moment de l'apparition d' homo sapiens. Le langage aurait débuté par le langage gestuel, qui serait apparu après la libération des mains, soit lors de l'apparition de la bipédie. Une des preuves à l'appui de cette hypothèse est le fait que nous continuons, pour la plupart, à parler en gesticulant. La réciprocité des gestes, apparue chez nos ancêtres, il y a environ vingt-cinq millions d'années, aurait également annoncé l'apparition du langage.

### La domestication du feu, un grand pas vers la socialisation
Les différentes espèces humaines de la planète ont domestiqué le feu il y a environ quatre cent mille ans. L'homme est le seul à avoir maitrisé le feu au sein du règne animal. Les premières traces de feu découvertes en Chine, à Zhoukoudian, datent d'environ 420 000 ans. Des traces de feu ont également été découvertes en Europe (en Hongrie, en France) datées d'époques comparables. Avec la maitrise du feu, l'homme a pu cuire la nourriture qu'il chassait ou qu'il cueillait. La cuisson des aliments se serait vite répandue de proche en proche. Autour des foyers trouvés, de nombreux os d'animaux brulés ont été découverts. Nos ancêtres ont pu se réchauffer lorsque les températures baissaient grâce à la chaleur émanant du feu. Le feu a ensuite été utilisé pour perfectionner les outils et armes en bois ou en pierre taillée, notamment les pointes d'épieux durcies à la chaleur du feu.
Le feu a également permis d'imiter la lumière du soleil, lorsque la nuit tombait pour allonger les journées et se réfugier dans les grottes sombres. L'allongement des journées a entrainé le développement de nouvelles activités culturelles et sociales chez nos ancêtres. L'utilisation du feu a permis de développer la vie sociale et aurait été une étape fondamentale pour favoriser le développement du langage. Le feu devient un élément qui rapproche les individus, l'esprit de groupe se renforce. Les premiers mythes racontés autour du feu seraient ensuite apparus.

## Génétique
Grâce au développement du séquençage génétique dans les années 2000, les données issues des génomes étudiés apportent des informations sur les liens génétiques entre différentes espèces. Ainsi, après avoir séquencé quelque sept mille gènes chez les hominoïdes en 2003, des chercheurs ont conclu que les gènes impliqués dans l'ouïe et l'odorat auraient connu une évolution plus rapide chez l'homme que chez les grands singes. En conséquence, l'apprentissage du langage, caractère essentiel distinguant l'homme des grands singes, pourrait résulter d'une mise au point de l'acuité auditive chez l'homme. Au-delà de cette différence, les analyses génétiques ont révélé que les génomes de l'homme et du chimpanzé étaient identiques à 98,8 %, malgré les différences morphologiques constatées.
Par ailleurs, depuis 2010 ont été comparés les génomes de l'homme de Néandertal (disparu il y a trente mille ans) et de l'homme actuel. Il a été constaté que nous possédions 1,5 à 2,1 % de gènes néandertaliens dans l'ensemble de notre génome et que ces deux espèces auraient divergé il y a environ 660 000 ans. Ces études ont également montré que sur deux cent douze régions du génome, vingt ont rapidement évolué et auraient subi une sélection très forte chez les Sapiens. Parmi ces régions qui auraient conféré des avantages à l'homme moderne, plusieurs sont impliquées dans l'apprentissage, la relation aux autres, ainsi que le métabolisme.

## Une évolution buissonnante
Le modèle d'évolution « en buisson » propose à partir de la divergence chimpanzés/hominines l'existence de nombreuses lignées évolutives ayant chacune développé certains caractères dérivés (apomorphes) tout en conservant certains caractères ancestraux (plésiomorphes), avec souvent une association de ces caractères en mosaïque propre à chaque espèce. Certains caractères dérivés semblables ont pu être acquis indépendamment dans plusieurs lignées, selon un processus de convergence. Ainsi, Homo sapiens et l'Homme de Néandertal ont tous deux développé indépendamment de gros cerveaux. En l'absence d'analyse génétique, ce facteur complique l'analyse des liens de parenté entre les différentes espèces d'hominines.
Ce modèle peut s'illustrer par un arbre avec de nombreuses branches courtes, des embranchements (encore) inconnus, et de longues branches éloignées qui peuvent coexister pendant longtemps.